# 哥斯達斯·森美卡斯
干斯坦天奴斯·森美卡斯（希臘語：Κωνσταντίνος Τσιμίκας；1996年5月12日—），是一名希臘職業足球員，场上司職左后卫，現效力于英超球队利物浦，代表希臘國家足球隊參加國際比賽。

## 球會生涯

### 利物浦
2020年8月10日，利物浦以1,175萬英鎊簽下奥林匹亚科斯左後衛森美卡斯，簽署一份為期4年的合約，每週薪資5萬英鎊。

2020年9月24日，森美卡斯在英格蘭聯賽盃球隊對上林肯城的客場比賽中首次亮相。

## 榮譽

### 俱樂部
奥林匹亚科斯
- 希臘足球超級聯賽冠軍：2015–16、2019–20
- 希臘足球盃冠軍：2019–20

 利物浦
- 英格兰足球超级联赛冠軍：2024–25
- 英格蘭足球聯賽盃冠軍：2021–22、2023–24
- 英格蘭足總盃冠軍：2021–22[3]
- 英格兰社区盾冠军：2022

### 個人
- 希臘足球先生：2019–20

## 外部連結
- 足球数据库：哥斯達斯·森美卡斯的球员统计数据
- Soccerway資料庫：哥斯達斯·森美卡斯